# Tour der irischen Rugby-Union-Nationalmannschaft nach Australien 1994
| Tour der Iren nach Australien 1994 | Tour der Iren nach Australien 1994 | Tour der Iren nach Australien 1994 | Tour der Iren nach Australien 1994 | Tour der Iren nach Australien 1994 |
| Übersicht                          | S                                  | G                                  | U                                  | N                                  |
| ---------------------------------- | ---------------------------------- | ---------------------------------- | ---------------------------------- | ---------------------------------- |
| Test Matches                       | 2                                  | 0                                  | 0                                  | 2                                  |
| Sonstige Spiele                    | 6                                  | 2                                  | 0                                  | 4                                  |
| Gesamt                             | 8                                  | 2                                  | 0                                  | 6                                  |
|                                    |                                    |                                    |                                    |                                    |
| Australien                         | 2                                  | 0                                  | 0                                  | 2                                  |

Die Tour der irischen Rugby-Union-Nationalmannschaft nach Australien 1994 umfasste eine Reihe von Freundschaftsspielen der irischen Rugby-Union-Nationalmannschaft. Sie reiste von Mitte Mai bis Mitte Juni 1994 durch Australien und bestritt während dieser Zeit acht Spiele. Darunter waren zwei Test Matches gegen die australische Nationalmannschaft, die beide mit Niederlagen endeten. Hinzu kamen sechs weitere Spiele gegen regionale Auswahlteams, in denen zwei Siege und vier Niederlagen resultierten. Die Bilanz dieser Tour war somit eine der schlechtesten überhaupt.

## Spielplan
- Hintergrundfarbe grün = Sieg
- Hintergrundfarbe rot = Niederlage

(Test Matches sind grau unterlegt; Ergebnisse aus der Sicht Irlands)
| # | Datum         | Gegner                       | Ort       | Stadion                 | Ergebnis |
| - | ------------- | ---------------------------- | --------- | ----------------------- | -------- |
| 1 | 18. Mai 1994  | Western Australia            | Perth     | WACA Ground             | 64:8     |
| 2 | 22. Mai 1994  | New South Wales Waratahs     | Sydney    | Concord Oval            | 18:55    |
| 3 | 25. Mai 1994  | Australian Capital Territory | Canberra  | Manuka Oval             | 9:22     |
| 4 | 29. Mai 1994  | Queensland Reds              | Brisbane  | Ballymore Stadium       | 26:29    |
| 5 | 01. Juni 1994 | Australia XV                 | Mount Isa | Kruttschnitt Oval       | 9:57     |
| 6 | 05. Juni 1994 | Australien                   | Brisbane  | Ballymore Stadium       | 13:33    |
| 7 | 08. Juni 1994 | New South Wales Country      | Lismore   | Oakes Oval              | 20:18    |
| 8 | 11. Juni 1994 | Australien                   | Sydney    | Sydney Football Stadium | 18:22    |

## Test Matches
| 5. Juni 1994 | Australien                                                                            | 33 : 13        | Irland                                                        | Ballymore Stadium, Brisbane Zuschauer: 26.545 Schiedsrichter: Joël Dumé (Frankreich) |
| 5. Juni 1994 | Versuche: Burke Campese Lynagh Smith Tabua Erhöhungen: Lynagh Straftritte: Lynagh (2) | (13:3) Bericht | Versuche: Johns Erhöhungen: Elwood Straftritte: Elwood O’Shea | Ballymore Stadium, Brisbane Zuschauer: 26.545 Schiedsrichter: Joël Dumé (Frankreich) |

Aufstellungen:
- Australien: Matt Burke, David Campese, Tony Daly, John Eales, Timothy Gavin, Phil Kearns, Michael Lynagh , Ewen McKenzie, Garrick Morgan, Matt O’Connor, Matt Pini, Peter Slattery, Damian Smith, Ilivasi Tabua, David Wilson
- Irland: Jonathan Bell, Michael Bradley , Peter Clohessy, David Corkery, Phil Danaher, Eric Elwood, John Fitzgerald, Neil Francis, Mick Galwey, Simon Geoghegan, Paddy Johns, Conor O’Shea, Brian Robinson, Keith Wood, Niall Woods 
 Auswechselspieler: Maurice Field, Denis McBride

| 11. Juni 1994 | Australien                                                                | 32 : 18         | Irland                                                                              | Sydney Football Stadium, Sydney Zuschauer: 37.239 Schiedsrichter: Joël Dumé (Frankreich) |
| 11. Juni 1994 | Versuche: Herbert Tabua Wilson Erhöhungen: Lynagh Straftritte: Lynagh (5) | (21:13) Bericht | Versuche: Clohessy Francis Erhöhungen: O’Shea Straftritte: O’Shea Dropgoals: O’Shea | Sydney Football Stadium, Sydney Zuschauer: 37.239 Schiedsrichter: Joël Dumé (Frankreich) |

Aufstellungen:
- Australien: Matt Burke, David Campese, Tony Daly, John Eales, Timothy Gavin, Dan Herbert, Phil Kearns, Michael Lynagh , Ewen McKenzie, Garrick Morgan, Peter Slattery, Damian Smith, Ilivasi Tabua, Richard Tombs, David Wilson 
 Auswechselspieler: Ryan Constable
- Irland: Jonathan Bell, Michael Bradley , Peter Clohessy, David Corkery, Phil Danaher, Eric Elwood, John Fitzgerald, Neil Francis, Gabriel Fulcher, Simon Geoghegan, Paddy Johns, Conor O’Shea, Brian Robinson, Keith Wood, Niall Woods